# 洛普拉多
33°27′S 70°43′W / 33.450°S 70.717°W

洛普拉多（西班牙語：Lo Prado），是智利的城鎮，位於該國中部聖地亞哥首都大區的聖地亞哥省，始建於1981年3月17日，面積6.7平方公里，海拔高度508米，2002年人口104,316人，人口密度每平方公里16,000人。